# Hannes De Reu
Hannes De Reu (ur. 30 maja 1986 w Bornem) – belgijski wioślarz.

## Osiągnięcia
- Mistrzostwa Świata Juniorów – Banyoles 2004 – czwórka podwójna – 17  miejsce[1].
- Mistrzostwa Świata U-23 – Glasgow 2005 – ósemka – 14  miejsce[1].
- Mistrzostwa Świata U-23 – Hazewinkel 2006 – jedynka – 11  miejsce[1].
- Mistrzostwa Europy – Brześć 2009 – czwórka podwójna – 5. miejsce[1].
- Mistrzostwa Europy – Montemor-o-Velho 2010 – czwórka podwójna – 13. miejsce[1].